# متغیر مزاحمت
در نظریه فرایندهای تصادفی در نظریه احتمالات و آمار، یک متغیر مزاحم یک متغیر تصادفی است که برای مدل احتمالی اساسی است، اما به خودی خود مورد توجه خاصی نبوده یا دیگر مورد توجه نیست: یکی از موارد کاربرد برای معادله چپمن-کولموگروف است. به عنوان مثال، مدلی برای یک فرایند تصادفی ممکن است به صورت مفهومی با استفاده از متغیرهای میانی که در عمل مشاهده نمی‌شوند، تعریف شود. اگر مشکل بدست آوردن خصوصیات نظری از جمله میانگین، واریانس و کوواریانس مقادیری باشد که قابل مشاهده هستند، متغیرهای میانی متغیرهای مزاحم هستند.